# Инвентаризационный номер НАТО
13-значный цифровой код, разработанный для идентификации стандартизированных элементов вещевого обеспечения вооруженных сил, принятых во всех странах НАТО, включая и Министерство обороны США.
Сокращение NSN в англоязычных странах расшифровывается как «Номенклатурный номер НАТО» (англ. NATO Stock Number), в США стандарт более известен, как «Национальный номенклатурный номер» (англ. National Stock Number), во Франции называется «фр. Numéro de Nomenclature OTAN» (сокр. NNO), или «NATO Identification Number» а в испаноязычных странах называется «исп. Número Nacional de Efecto» (сокр. NNE), или «National Item Number».

## Структура кода

### Федеральная группа классификации поставок (FSCG)
Номер запаса НАТО состоит из класса снабжения НАТО (NSC или FSC) и национального идентификационного номера (NIIN). Однако NIIN сам по себе однозначно идентифицирует товар, а FSC просто добавляет контекст, указывая на общую классификацию товара. Таким образом, формат кода NSN можно описать следующим образом:
abcd-ef-ghi-jklm
Изначально каждый элемент, от a до m, представлял собой одну десятичную цифру. По мере усложнения инвентаризационных списков элемент g стал буквенно-цифровым, начиная с заглавной A для некоторых новых элементов. К 2000 году использовалась заглавная C.
Первоначальная подгруппа abcd — это Федеральная группа классификации поставок (FSCG) или Национальная группа классификации поставок (NSCG). Теоретически, похожие товары всегда будут иметь близкие номера в этом разделе NSN, независимо от того, как называется раздел. Поскольку количество товаров постоянно увеличивалось, а система усложнялась, не всегда удавалось сохранить сходство номеров, когда товары были похожи. Номер, однажды присвоенный, больше не присваивается никакому другому предмету снабжения после возможного переопределения. NSN предназначен для того, чтобы однозначно и навсегда отличать предмет снабжения от всех остальных, устанавливая его идентичность, но не его положение или порядок по отношению к другим предметам снабжения.
Для Федеративной Республики Германия идентификационные номера присваиваются в числовом порядке, начиная с 12-010-0001, Национальным органом каталогизации в группе управления данными логистики в Командовании материально-технического обеспечения Бундесвера. С 2008 года Бундесвер перешел к добавлению штрих-кода или кода матрицы данных к номерам снабжения, который можно считывать машиной ( код AIT).

### Группа материалов
Подгруппа ab означает класс (группу) материалов. Некоторые коды этой группы приведены ниже.
- 10 = Оружие
- 11 = Средства ведения ядерной войны
- 12 = Устройство управления огнем и комплексные средства управления огнем
- 13 = Боеприпасы и взрывчатые вещества
- 14 = Управляемые ракеты
- 15 = Летательные аппараты и их элементы управления
- 16 = Узлы, детали и аксессуары для летательных аппаратов
- 17 = Устройство взлета, посадки и наземного управления воздушным судном
- 18 = Космические корабли
- 19 = Корабли, легкие плавсредства, понтоны и плавучие пирсы
- 20 = Судовые узлы, узлы и комплектующие; судовое оборудование
- 22 = Железнодорожные материалы
- 23 = Автомобили и прицепы; силовые агрегаты; велосипеды
- 24 = Тракторы
- 25 = Автомобильные узлы; Автомобильные аксессуары
- 26 = Шины и шланги
- 28 = Двигатели внутреннего сгорания, турбины и их отдельные части
- 29 = Аксессуары для двигателей внутреннего сгорания
- 30 = Устройства для передачи механической энергии
- 31 = Подшипники качения и скольжения
- 32 = Деревообрабатывающие станки и аксессуары
- 34 = Металлообрабатывающие станки
- 35 = Машины и оборудование для сферы услуг, ремесел и торговли
- 36 = Специализированное оборудование для промышленности и коммерции
- 37 = Сельскохозяйственная техника и оборудование
- 38 = Машины, оборудование и оборудование для строительства, эксплуатации в шахтах, земляных работ, а также для строительства и обслуживания дорог.
- 39 = Устройство и оборудование для перемещения материалов (горизонтальный и вертикальный транспорт)
- 40 = Канаты, тросы, цепи и соединительные элементы
- 41 = Холодильное оборудование и кондиционеры
- 42 = Противопожарное, спасательное и защитное оборудование
- 43 = Насосы и компрессоры
- 44 = Промышленные печи, паровые котлы и сушильные установки; ядерные реакторы
- 45 = Сантехника, обогреватели и санитарная техника
- 46 = Устройства и оборудование для очистки воды и очистки сточных вод
- 47 = Трубы, сантехника, шланги и фитинги
- 48 = Клапаны
- 49 = Оборудования станций технического обслуживания и ремонтных мастерских
- 51 = Ручные инструменты
- 52 = Измерительные приборы
- 53 = Мелкие изделия из железа и абразивы
- 54 = Сборные сооружения; контейнеры для хранения и строительные леса
- 55 = Пиломатериалы, столярные изделия, фанера и шпон
- 56 = Строительные материалы и стройматериалы
- 58 = Телекоммуникационное оборудование и устройства
- 59 = Компоненты электрического и электронного оборудования
- 61 = Электродвигатели, устройства и оборудование, используемые для производства, хранения, преобразования и распределения электроэнергии
- 62 = Осветительные приборы и лампы
- 63 = Системы сигнализации и оповещения
- 65 = Медицинское, стоматологическое и ветеринарное оборудование, принадлежности и расходные материалы
- 66 = Измерительные приборы, лабораторное оборудование и оборудование
- 67 = Фотографическое оборудование и оборудование
- 68 = Химикаты и химические продукты
- 69 = Учебные пособия и оборудование
- 71 = Мебель
- 72 = Предметы домашнего обихода и бытовая техника
- 73 = Устройство для приготовления и раздачи пищи
- 74 = Офисное оборудование, устройство для просмотра картотек, а также машины и устройства для обработки данных
- 75 = Канцелярские товары и оргтехника
- 76 = Книги, карты и другие публикации
- 77 = Музыкальные инструменты
- 78 = Оборудование для отдыха и физической подготовки
- 79 = Чистящее оборудование и материалы
- 80 = Кисти, краски, герметики и клеи
- 81 = Контейнеры, упаковка и упаковочные материалы
- 83 = Текстиль, кожа и курительные изделия
- 84 = Одежда и личные принадлежности
- 85 = Туалетные принадлежности
- 87 = Сельскохозяйственные потребительские товары
- 88 = Живые животные
- 89 = Продукты питания и развлечения
- 91 = Топливо, ГСМ, смазочные материалы, масла и воски
- 93 = Неметаллические промежуточные продукты
- 94 = Неметаллические сырые продукты
- 95 = Металлические стержни, листы и профили
- 96 = Руды, минералы и их первичные продукты
- 99 = Разное

### Национальный идентификационный номер изделия (NIIN)
Девять цифр ef-ghi-jklm составляют NIIN (национальный идентификационный номер). Этот формат улучшает читаемость, но является необязательным, поскольку NIIN часто указываются без дефисов.
Первые две цифры NIIN (пара ef) используются для записи того, какая страна первой кодифицировала товар — то есть первой признала его важным предметом снабжения. Как правило, это страна происхождения, то есть страна конечного производства. Официальное название поля — CC (что означает «код страны») или NCB (что означает «Национальное бюро кодификации»). NCB — это организация, обычно государственное учреждение, отвечающее за ведение базы данных NCS в конкретной стране. Остальные семь символов являются несущественным идентификационным кодом. Ниже приведены коды NCB:
| Страна                                   | Код(ы) NCB | Страна                        | Код(ы) NCB | Страна         | Код(ы) NCB |
| ---------------------------------------- | ---------- | ----------------------------- | ---------- | -------------- | ---------- |
| США                                      | 00 и 01    | Венгрия                       | 51         | Новая Зеландия | 98         |
| США (не включённые)                      | с 02 по 10 | Чили                          | 52         | Великобритания | 99         |
| Предметы, соответствующие стандарту НАТО | 11         | Хорватия                      | 53         |                |            |
| Западная Германия / Германия             | 12         | Республика Северная Македония | 54         |                |            |
| Бельгия                                  | 13         | Латвия                        | 55         |                |            |
| Франция                                  | 14         | Оман                          | 56         |                |            |
| Италия                                   | 15         | Российская Федерация          | 57         |                |            |
| Чехословакия / Республика Чехия          | 16         | Финляндия                     | 58         |                |            |
| Нидерланды                               | 17         | Албания                       | 59         |                |            |
| ЮАР                                      | 18         | Кувейт                        | 60         |                |            |
| Бразилия                                 | 19         | Украина                       | 61         |                |            |
| Канада                                   | 20 и 21    | Беларусь                      | 62         |                |            |
| Дания                                    | 22         | Марокко                       | 63         |                |            |
| Греция                                   | 23         | Швеция                        | 64         |                |            |
| Исландия                                 | 24         | Папуа — Новая Гвинея          | 65         |                |            |
| Норвегия                                 | 25         | Австралия                     | 66         |                |            |
| Португалия                               | 26         | Афганистан                    | 67         |                |            |
| Турция                                   | 27         | Грузия                        | 68         |                |            |
| Люксембург                               | 28         | ?                             | 69         |                |            |
| Аргентина                                | 29         | Саудовская Аравия             | 70         |                |            |
| Япония                                   | 30         | Объединённые Арабские Эмираты | 71         |                |            |
| Израиль                                  | 31         | Индия                         | 72         |                |            |
| Сингапур                                 | 32         | Сербия                        | 73         |                |            |
| Испания                                  | 33         | Пакистан                      | 74         |                |            |
| Малайзия                                 | 34         | Босния и Герцеговина          | 75         |                |            |
| Таиланд                                  | 35         | Бруней                        | 76         |                |            |
| Египет                                   | 36         | Черногория                    | 77         |                |            |
| Республика Корея                         | 37         | Иордания                      | 78         |                |            |
| Эстония                                  | 38         | Перу                          | 79         |                |            |
| Румыния                                  | 39         | Колумбия                      | 80         |                |            |
| Словакия                                 | 40         | Катар                         | 81         |                |            |
| Австрия                                  | 41         | Алжир                         | 82         |                |            |
| Словения                                 | 42         |                               |            |                |            |
| Польша                                   | 43         |                               |            |                |            |
| ООН                                      | 44         |                               |            |                |            |
| Индонезия                                | 45         |                               |            |                |            |
| Филиппины                                | 46         |                               |            |                |            |
| Литва                                    | 47         |                               |            |                |            |
| Фиджи                                    | 48         |                               |            |                |            |
| Тонга                                    | 49         |                               |            |                |            |
| Болгария                                 | 50         |                               |            |                |            |

Как видно из списка, пользователями системы NCS являются не только 30 стран-членов НАТО, но и 33 страны, поддерживаемые НАТО. Они также сгруппированы по уровням, указывающим на участие и доступ.
Страны первого уровня (Алжир, Босния и Герцеговина, Бруней-Даруссалам, Чили, Колумбия, Египет, Грузия, Оман, Пакистан, Перу, Катар, Саудовская Аравия, Южная Африка, Таиланд) имеют доступ к несекретным данным NSN. Обмен данными осуществляется в одностороннем порядке, и они не участвуют в техническом управлении NCS.
Страны второго уровня (Аргентина, Австралия, Австрия, Бразилия, Колумбия, Индия, Индонезия, Израиль, Япония, Иордания, Республика Корея, Малайзия, Марокко, Новая Зеландия, Сербия, Сингапур, Швеция, Украина, Объединенные Арабские Эмираты) имеют систему кодификации, которая полностью соответствует требованиям NCS. Осуществляется двусторонний обмен данными и участие в техническом управлении NCS.
Страны 3-го уровня (Албания, Бельгия, Болгария, Канада, Хорватия, Чехия, Дания, Эстония, Финляндия, Франция, Германия, Греция, Венгрия, Исландия, Италия, Латвия, Литва, Люксембург, Черногория, Нидерланды, Республика Северная Македония, Норвегия, Польша, Португалия, Румыния, Словакия, Словения, Испания, Турция, Великобритания и США): страна является членом НАТО и имеет полное членство в Бюро кодификации НАТО (NCB).
Другие страны (Афганистан, Беларусь, Фиджи, Ирландия, Кувейт, Пакистан, Папуа — Новая Гвинея, Филиппины, Тонга, Тринидад и Тобаго). Беларусь (62), Кувейт (60), Папуа — Новая Гвинея (65) и Филиппины (46) имеют коды NCB, но в настоящее время не входят в 1-й уровень. Афганистан (67), Фиджи (48) и Тонга (49) в настоящее время не входят в категорию 1, и их коды NCB больше не указаны в списке. Ирландия и Тринидад и Тобаго не входят в категорию 1 и не имеют присвоенных кодов NCB. Ирландия, Кувейт, Папуа — Новая Гвинея и Тринидад и Тобаго поддерживают связь с NCB через офис связи.
Первыми странами, получившими кодовые номера NCB, стали Великобритания (99), Австралия (66) и Новая Зеландия (98), поскольку они уже участвовали в программе. НАТО получила код NCB (11) для своих объектов, поскольку это был следующий доступный номер после блока от 00 до 10, зарезервированного для использования Соединёнными Штатами. Канада получила (21) и (20), потому что она уже поставляла товары в Соединённые Штаты и страны Содружества до того, как была введена эта система; 21-й код предназначался для старых и текущих поставок, а когда все доступные номера были использованы, примерно в 2002 году начали использовать 20-й код для новых поставок. Код NCB (69) был выдан, но больше не используется; возможно, он принадлежал бывшим партнёрам — Тайваню, Ирану или Ираку.
Исландия (24) и Люксембург (28) имеют собственные коды NCB, но не используют их. Все транзакции Люксембурга регистрируются Бельгией (13), а Исландия использует NSN других стран при изготовлении или заказе каких-либо товаров.

## Исторические отсылки
NSN - это расширенная версия более старого федерального складского номера (FSN), в котором во второй подгруппе отсутствовал код национального происхождения, обозначенный ef, как указано выше. На товарах, выпущенных до 1974 года, на складах часто указывается FSN. По состоянию на 1998 год система в основном управляется Агентством оборонного снабжения Министерства обороны США.
Федеральный складской номер (FSN) - это 11-значный цифровой код. Впервые он был использован каталогизирующим агентством Министерства обороны по боеприпасам в 1949 году для идентификации товаров в Объединенной системе каталогов армии и флота. 7 июля 1952 года на второй сессии 82-го Конгресса был принят Публичный закон 82-436 (Закон о каталогизации и стандартизации в сфере обороны). Это позволило FAN заменить идентификационный код боеприпасов (AIC) и складской номер боеприпасов (OSN). Федеральный складской номер официально использовался с 1953 по 1974 год, когда он был заменен Национальным складским номером. Преобразование из FSN в NSN обычно осуществлялось путем добавления «00» между первым набором цифр (класс федерального снабжения, или FSC) и вторым набором цифр.
В Министерстве обороны США используются и другие системы нумерации запасов, но по состоянию на 2005 год NSN оставался наиболее распространенным и наименее неоднозначным способом идентификации большинства стандартизированных единиц снабжения.
| FSN           | Соответствующий NSN |
| ------------- | ------------------- |
| 3139-121-6210 | 3139-00-121-6210    |
| 8415-082-5645 | 8415-00-082-5645    |

## Связанные коды, темы и термины
Общая система кодирования Организации Объединенных Наций (UNCCS) также часто используется в вооруженных силах и НАТО. В качестве преемника UNCCS был создан Стандартный кодекс продуктов и услуг Организации Объединенных Наций (UNSPSC). UNSPSC конкурирует с рядом других схем кодирования продуктов и товаров, например, с Общим словарем государственных закупок (Common Procurement Vocabulary, CPV) Европейского Союза.

### Идентификационный код Министерства обороны (DODIC)
DODIC — это буквенно-цифровой четырёхзначный код, который используется для идентификации боеприпасов и взрывчатых веществ (FSG 13 и 14). DODIC состоит либо из одной буквы, за которой следуют три цифры (например, A123), либо из двух букв, за которыми следуют две цифры (например, AB12). (Цифра «ноль» (0) и буква «O» (O) считаются цифрой «0» в буквенно-цифровой системе, чтобы избежать путаницы.) Этот код отображается либо после NSN, либо на строке под ним на контейнере. DODIC идентифицирует товар, а NSN определяет его тип и способ упаковки и хранения.
Иногда DODIC также содержит двухзначный префикс кода NCB для страны производителя или переработчика, если она отличается от страны упаковщика.
A059 — это код DODIC для 5,56-миллиметровых патронов M855 типа Ball. Код DODIC также указывает на то, что они упакованы в обоймы на 10 патронов, по 3 обоймы в картонной прокладке (3 обоймы / 30 патронов) и по 4 прокладки в подсумке M8 на 4 кармана (по 3 обоймы в каждом кармане / 120 патронов в подсумке). В закрывающийся металлический ящик для боеприпасов M2A1 помещается семь подсумков M8 (840 патронов в каждом), а в фанерный ящик, перевязанный проволокой, помещается два ящика для боеприпасов M2A1 (1680 патронов в каждом).
Болгария имеет кодовый номер NCB 50.

Таким образом, код DODIC 50-A059 обозначает «5,56-миллиметровые патроны НАТО болгарского производства, эквивалентные 5,56-миллиметровым патронам НАТО M855 Ball и упакованные в обоймы по 10 патронов в подсумках M8».

### Кодекс боеприпасов Министерства обороны (DODAC)
DODAC включает 4-значный NSC боеприпасов и 4-значный DODIC. Этот вид кодировки используется для уменьшения количества ошибок в операциях по расчётам с боеприпасами. Это указывается в формах DD 581 и DA 3151-R, а также большинстве отчётов о боеприпасах.
1305 — это NSC для боеприпасов калибра до 30 мм.
A059 — это код DODIC для 5,56-миллиметровых патронов НАТО M855 с пулей, снаряжённых в обоймы по 10 патронов и упакованных в подсумки M8.
1305-A059 — это код DODAC для транзакции, связанной с партией, лотом или количеством 5,56-миллиметровых патронов НАТО M855, упакованных в обоймы.

### Местный складской номер (LSN)
Местный инвентаризационный номер — это экспериментальный, заменяющий или ограниченный по выпуску товар. Его код NCB заменяется на «LL», а первые три символа его инвентаризационного номера — на «L99».

### Номер позиции (LIN)
Шестипозиционный буквенно-цифровой код, присвоенный Командованием сухопутных войск США по материально-техническому обеспечению, который идентифицирует общую номенклатуру конкретных типов оборудования. Стандартные LIN состоят из одного буквенного символа, за которым следуют пять цифровых символов. Вспомогательные LIN (заменяющие стандартные LIN) - это эквивалентные элементы LIN, которые могут использоваться вместо основных LIN. Министерство обороны США использует LIN и вспомогательные LIN при составлении контрактов с поставщиками или планировании бюджетов.

### Номер лота (Lot Number)
Номер партии используется для контроля качества. Если партия бракованная, по номеру партии можно определить, кто, где и когда ее изготовил.
Номер партии состоит из 1, 2 или 3-буквенного кода производителя, двухзначного года выпуска, буквенного кода от A (январь) до M (декабрь), обозначающего месяц, промежуточного кода (или кода "партии"), состоящего из 1 или более цифр, и серийный номер (указывающий на последовательность расположения партии в партии). Если по какой-либо причине производство партии прекращается (капитальный ремонт оборудования, начато усовершенствование продукта или при сборке используется новая партия компонентов), в конце добавляется буквенный код.
Если партия состоит из восстановленных боеприпасов, то они должны быть из одной и той же партии. Если смешаны различные типы боеприпасов (например, когда в пулеметную ленту вставлены шариковые и трассирующие боеприпасы) и у них изначально были разные номера партий, на упаковке должны быть указаны номера всех партий боеприпасов. Упаковщик также должен указать на упаковке код своего производителя или военного склада и двузначный год, когда продукт был переупакован.
Пример (названия вымышлены):
Компания Amalgamated Bio-Carbon (код производителя ABC) в январе 2000 года выпустила партию 40-миллиметровых гильз для гранат. Порядковый номер партии 1, а серийный номер 234. Таким образом, номер партии будет ABC-00-A-1-234.
Если часть партии была изготовлена на другой или реконструированной сборочной линии, она получит номер партии ABC-00-A-1-234A.

### Вымышленные коды
В некоторых художественных произведениях, претендующих на описание реальных событий, особенно в военной научной фантастике, некоторые коды упоминаются так, как если бы они были настоящими кодами NSN. Это можно рассматривать как разновидность метода подделки документов, который творчески используется для придания видимости подлинности.
Импульсная винтовка M41A из кинофильма «Чужие» упоминается как имеющая код NSN 3055-00-721-4790, как если бы она была настоящей (хотя ее номер FSG неверен: 30 - это механическое оборудование для передачи энергии, в то время как 10, вероятно, правильный номер FSG, обозначал бы оружие).
Комплект для ремонта корпуса космического корабля, который игрок должен использовать в научно-фантастической компьютерной игре «Mission Critical», чтобы предотвратить аварийную декомпрессию, имеет надпись «NSN 5920-385-19468» на боковой стороне пластиковой коробки.

### Символы, связанные с товарами НАТО
- Товар, помеченный квадратным крестом в круге ⊕, означает, что изделие изготовлено в точном соответствии со стандартами и спецификациями НАТО.

Символ стандартного товара НАТО

- Товар, помеченный закругленным изображением креста, означает, что это заменяющее изделие, совместимое и приемлемое по стандартам НАТО.

Символ взаимозаменяемого товара используемого НАТО

- Сплошной круг • обозначает шариковые боеприпасы.
- Пустой круг, очерченный четырьмя пунктирными линиями ◌, обозначает холостые боеприпасы.
- Горизонтальный прямоугольник обозначает трассирующие боеприпасы.
- Треугольник, направленный вверх, обозначает бронебойные боеприпасы.
- Большой горизонтальный прямоугольник с пятью треугольниками вверху (наподобие штакетника) обозначает устройство для заряжания боеприпасов / съемную обойму. Число справа указывает, сколько в нем патронов. Иногда обозначение модели зарядного устройства / обоймы указано в крайнем правом углу (например, MK 3 CGR для 7,62-мм зарядного устройства Mark 3).
- Овал, окруженный двумя 4-точечными линиями, на старых контейнерах с боеприпасами обозначал 8-патронное зарядное устройство в сборе.
- Узкий прямоугольник, проходящий через основание из 5 патронов, обозначал 5-звенную съемную обойму.
- Большой горизонтальный прямоугольник с треугольником, в основании которого пустота, обозначает патронташ. Число справа от этого символа указывает, сколько патронов в него вмещается. Иногда обозначение модели патронташа указано в крайнем правом углу (например, «M2 BDR» для патронташа калибра 7,62 мм M2).
- Горизонтальная прямая линия, проходящая через два круга, указывает на связанные боеприпасы. Буквенно-цифровой код после него указывает на тип используемых соединений (например, M27 для соединений M27 диаметром 5,56 мм). На ранних американских военных коробках с боеприпасами вместо этого были вертикальные прямоугольники или патроны в форме lll. Когда символ был прямым, он обозначал боеприпасы калибра .30, а когда он был наклонным, он обозначал боеприпасы калибра .50. Номер партии также был обозначен буквой «B» для матерчатых ремней или буквой «L» для ремней с металлическими звеньями.

### КаталогиNIIN/NSN
Каталоги NIIN / NSN включают значительное количество предметов, непосредственно связанных с военной техникой в целом, а также предметов более общего назначения. К ним относятся электронные компоненты, медицинское оборудование, офисная мебель, продукты питания, одежда, промышленные товары (насосы, клапаны, двигатели) и всевозможные крепежные детали (болты, гвозди, заклепки), и это лишь некоторые примеры. По этой причине каталоги имеют более широкую привлекательность, выходящую за рамки их первоначальной аудитории (оборонных ведомств и их прямых подрядчиков).
Каталог США содержит порядка 6 миллионов наименований NIIN (предметов снабжения), в общей сложности 13 миллионов наименований продукции (номер детали + ссылка на производителя).
Агентство НАТО по поддержке и закупкам (Капеллен, Люксембург) на регулярной основе составляет каталоги нескольких государств-членов для подготовки «Главного справочника НАТО по материально-техническому обеспечению» (NMCRL). Этот сводный каталог, насчитывающий в общей сложности 16 миллионов экземпляров примерно для 32 миллионов частей, и публикуется на DVD.
Несколько компаний или правительственных учреждений публикуют каталоги NIIN онлайн или на других носителях. Эти каталоги сильно различаются по полноте информации, поскольку некоторые элементы и/или отдельные сегменты информации могут быть исключены по соображениям безопасности (в США) или просто из-за отсутствия интереса со стороны целевой аудитории. Распространение этих каталогов также зависит от стоимости подписки и ограничений на доступ или экспорт. Некоторые из них просто предоставляют поиск по номеру детали, в то время как другие предлагают расширенные функции, такие как параметрический поиск (поиск элементов по техническим характеристикам, таким как физические размеры, материал, цвет и т.д.) или ссылки на соответствующий набор данных.
Данные, лежащие в основе каталогов NIIN, постоянно обновляются и поддерживаются персоналом отдела оборонной логистики Министерства обороны, и информация в каталогах часто меняется. Некоторые каталоги NIIN, представленные на рынке, созданы для регулярного обновления базы данных. В других каталогах представлены те же данные, которые не обновляются в соответствии с действующими государственными требованиями. Например, часто изменяемые требования к товарам касаются перевозки и упаковки (количество товаров на поддонах, высота штабелирования и т.д.). Кроме того, важно периодически проверять соответствие заводских номеров деталей национальным заводским номерам, для которых они были одобрены.